# Бондюжское сельское поселение
Бондюжское се́льское поселе́ние — упразднённое муниципальное образование в Чердынском районе Пермского края Российской Федерации, существовавшее в 2004 — 2020 годах. Административный центр — село Бондюг.

## История
Статус и границы сельского поселения установлены Законом Пермской области от 10 ноября 2004 года № 1735-355 «Об утверждении границ и о наделении статусом муниципальных образований Чердынского района Пермского края»
1 января 2020 года Законом Пермского края от 25 марта 2019 года № 374-ПК Бондюжское сельское поселение было упразднено, все населённые пункты вошли в состав вновь образованного муниципального образования — Чердынский городской округ.

## Население
| 2010 | 2012  | 2013  | 2014  | 2015  | 2016  | 2017 |
| ---- | ----- | ----- | ----- | ----- | ----- | ---- |
| 1428 | ↘1337 | ↘1296 | ↘1189 | ↘1088 | ↘1020 | ↘978 |
| 2018 | 2019  |       |       |       |       |      |
| ↘944 | ↘905  |       |       |       |       |      |

## Состав сельского поселения
| №  | Населённый пункт | Тип населённого пункта       | Население |
| -- | ---------------- | ---------------------------- | --------- |
| 1  | Бондюг           | село, административный центр | 577       |
| 2  | Лекмартово       | деревня                      | 23        |
| 3  | Ольховка         | посёлок                      | 170       |
| 4  | Очго-Жикина      | деревня                      | 24        |
| 5  | Очго-Кошелева    | деревня                      | 37        |
| 6  | Пантина          | деревня                      | #Н/Д      |
| 7  | Ракина           | деревня                      | 9         |
| 8  | Слобода          | деревня                      | 5         |
| 9  | Ужгинская        | деревня                      | 9         |
| 10 | Усть-Каиб        | деревня                      | 11        |
| 11 | Чепец            | посёлок                      | 555       |